# 채동선
채동선(蔡東鮮, 1901년 6월 11일~1953년 2월 2일)은 대한민국의 작곡가이자 바이올리니스트이다. 본은 평강(平康)이다.

## 생애
전라남도 보성군 벌교읍에서 태어나 일본 와세다 대학교 영어영문학과를 학사 학위하고 독일 베를린에 유학, 슈테른 음악학교에서 리하르트 하르체(Richard Harchet)에게서 바이올린을, 빌헬름 클라테에게서 작곡을 배웠다. 1929년 귀국하여 4회의 바이올린 독주회를 가졌고, 1932년 작곡 발표회를, 1937년 가곡집을 발간하였다. 현악 4중주단을 조직하여 실내악 발전을 위해 활약하였고, 1938년 동아일보사 주최 제1회 전 조선 창작곡 발표 대음악제에서 〈환상곡 D단조〉를 자신의 바이올린 연주로 발표하였다. 광복 직후 고려음악협회를 조직, 협회장에 선임되었고, 대한음악가협회 중앙집행위원을 역임했다.

## 작품 및 평가
그는 순수한 가곡 작곡에 전력하였으나, 민족음악 문화 수립의 기저로서 민요 채보와 한국의 전통 음악 연구에도 심혈을 기울였다. 대표작으로 가곡 〈고향〉 외에 〈향수〉, 〈망향〉, 〈모란이 피기까지〉, 〈바다〉 등이 있고, 합창곡 〈또 다른 하늘〉, 교향곡 〈조국〉, 〈한강〉, 〈현악 4중주곡 제1번〉, 〈현악 4중주곡〉, 〈바이올린 소나타〉, 〈현악 모음곡〉 등이 있다.
1980년에 출판된 《채동선작곡집》에 수록된 〈망향〉이 가장 애창된다.

## 가족 및 친척 관계
- 누이동생: 채선엽(蔡善葉)
- 매제: 최규남(崔奎南)
- 남동생: 채동규(蔡東圭)

## 소속
- 前 숙명여자대학교 교수

## 학력
- 경성제1고등보통학교 중퇴
- 일본 와세다 대학교 영어영문학과 졸업
- 독일 베를린 슈테른 음악학교 졸업 (바이올린 전공)

## 서훈
- 1979년 은관문화훈장(2등급, 추서)